# جوردن ليزلي
جوردن ليزلي (بالإنجليزية: Jordan Leslie)‏ هو لاعب كرة قدم أمريكية أمريكي، ولد في 31 أكتوبر 1991 في هيوستن في الولايات المتحدة.

## وصلات خارجية
- جوردن ليزلي على موقع مرجع كرة القدم المحترفة.كوم (الإنجليزية)